# غزل (فیلم ۱۳۵۵)
غزل فیلمی به کارگردانی و نویسندگی مسعود کیمیایی محصول سال ۱۳۵۵ (۱۹۷۶ میلادی) است . غزل نهمین ساخته مسعود کیمیایی به صورت سینما اسکوپ رنگی محصول تل‌فیلم، شرکت تعاونی کانون سینماگران [پیشرو] و شرکت گسترش صنایع سینمایی ایران (۱۳۵۴) به تهیه‌کنندگی پرویز صیاد بود که توسط شرکت پانوراما پخش شد.
فیلمنامه غزل بر اساس قصه کوتاه «مزاحم» اثر خورخه لوئیس بورخس نوشته شده است. طراح پوستر فیلم مرتضی ممیز است که با همکاری علی خسروی اجرا شده است.

## خلاصه داستان
دو برادر، حجّت (محمّدعلی فردین) و زین‌العابدین (فرامرز قریبیان)، قرق‌بانِ جنگل هستند و در تنهایی روزگار می‌گذارنند. آن‌ها روزی متوجه می‌شوند که چند نفر مخفیانه درخت‌های جنگل را قطع می‌کنند. حجت به دنبال مهاجمان می‌رود و با غزل (پوری بنایی)، زنی بدکاره، به کلبه بازمی‌گردد.
زین العابدین به غزل دل می‌بندد؛ اما حجت نیز در می‌یابد که گرفتار عشق غزل شده‌است. دو برادر تصمیم می‌گیرند غزل را از میان بردارند تا هیچ‌یک در این معرکه لطمه نبیند.
آن دو پس از به قتل رساندن غزل جسد او را در دل جنگل به خاک می‌سپارند و پس از به آتش کشیدن کلبه‌شان سوار بر اسب به دنبال سرنوشت نامعلوم خود می‌روند.

## بازیگران
اسامی بازیگران فیلم غزل به ترتیب نمایش در عنوان‌بندی آغازین و پایانی فیلم :
1. محمدعلی فردین به نقش حجت
2. فرامرز قریبیان به نقش زینی
3. پوری بنایی به نقش غزل
4. امرالله صابری به نقش نصرت
5. پروین سلیمانی
6. سعید پیردوست
7. شهناز
8. نصرت کریمی
9. رضا طاهری
10. محمد[علی‌نقی] کنی
11. علی سعادت
12. آنیتا

فیلم غزل به سرپرستی منوچهر اسماعیلی دوبله شده است.

## نمایش فیلم
فیلم غزل برای بار نخست در تاریخ چهارشنبه ۹ تیر سال ۱۳۵۵ در ۱۲ سینما در تهران شامل سینماهای اونیورسال، پاسیفیک، ایران، ساینا، تیسفون، رنگین کمان، موناکو، پرسپولیس، کارون، دریا، نیاگارا و بولوار به نمایش درآمد  . 
فیلم غزل پس از دو هفته نمایش، در گروه سینمایی فوق در تاریخ چهارشنبه ۲۳ تیر جای خود را به فیلم تنهایی (اسماعیل پورسعید) داد . نمایش هفته سوم فیلم غزل تنها در سینما نیاگارا  ادامه داشت و بعد از یک هفته، با پیوستن سینما نیاگارا به گروه سینمایی نمایش فیلم «دختر جسور و مرد انتقامجو» (فیلم مشترک ایران و ترکیه) نمایش فیلم غزل در تاریخ ۲۹ تیر ۱۳۵۵ به پایان رسید .

## تولید فیلم
- محل فیلم‌برداری: عباس‌آباد بهشهر